# 8251 Isogai
8251 Isogai è un asteroide areosecante. Scoperto nel 1980, presenta un'orbita caratterizzata da un semiasse maggiore pari a 2,2532422 UA e da un'eccentricità di 0,2637534, inclinata di 3,20820° rispetto all'eclittica.